# Голиково (Дмитровский городской округ)
Голиково — деревня в Дмитровском районе Московской области, в составе городского поселения Дмитров. Население — 3 чел. (2010). До 2006 года Голиково входило в состав Кузяевского сельского округа.

## Расположение
Деревня расположена в центральной части района, примерно в 10 км южнее Дмитрова, по левому берегу малой речки Скороданка, высота центра над уровнем моря 175 м. Ближайшие населённые пункты — примыкающее на западе Никульское и посёлок Подосинки с Дубровками на юге.

## Население
| 2002 | 2006 | 2010 |
| ---- | ---- | ---- |
| 4    | ↘2   | ↗3   |